# Aleksander Semin
Aleksander Valerjevič Semin (ruski: Александр Валерьевич Сёмин; Krasnojarsk, 3. ožujka 1984.) ruski je profesionalni hokejaš na ledu. Desnoruki je napadač i igra na poziciji lijevog krila. Trenutačno nastupa u National Hockey League (NHL) momčadi Washington Capitals.

## National Hockey League

### Washington Capitals
Semina su Washington Capitalsi birali kao 13. izbor drafta 2002. godine. Debitirao je godinu dana kasnije, a prvi gol u NHL-u postigao je 1. studenog 2003. pobjedom protiv Atalanta Trashersa, čime su prekinuli niz čak osam utakmica u nizu bez pobjede. U rookie sezoni za Capse sakupio je 52 nastupa i osvojio 22 boda. Za vrijeme štrajka igrača (eng. lock-out) u sezoni 2004./05., vratio se kući, gdje je igrao za Ladu Togliatti u ruskoj Superligi.
Semin je bio prisiljen ostati u Rusiji gdje je završio dvogodišnju obvezu pohađanja vojske i zbog suspenzije Capitalsa uzrokovanu povratkom u Rusiju, a ne odlaska u njihovu AHL podružnicu Portland Piratese. Sredinom sezone 2005./06. zbog financijskih problema kluba napustio je Ladu i preselio se u Mytischi Khimik. Nakon odrađene suspenzije, vratio se u Capitalse i odigrao solidnu sezonu. Sakupio je 77 nastupa, osvojivši 73 boda (38 golova, 35 asistencija). Početak 2007./08. propustio je zbog ozljede gležnja, ali je uspio tijekom regularnog dijela sezone postići respektabilnih 26 pogodaka. Iako je Washington na polovici sezone bio pretposljednja momčad Istočne konferencije, uspio je napraviti rijetko viđen pothvat, dohvatiti play-off, prvi puta nakon 2003. godine.

#### Sezona karijere (2008./09.)
Semin je imao sjajan uvod u novu sezonu: postigao je 4 pogotka u tri susreta, nadomjestivši kratku pauzu Ovečkina bez gola i asistencija. Uz Ovečkina i Bäckströma preuzeo je ulogu glavnog igrača Capitalsa, što se vidjelo tijekom cijele sezone. Semin je obilježio utakmicu protiv Dallas Starsa, 26. listopada 2008., čiji je pogodak u trećoj minuti produžetka prekinuo seriju Capitalsa od tri uzastopna poraza. U pobjedi Washingtona nad Carolinom 3:2, 7. studenog 2008. bio je junak Capitalsa kada je tri minute prije kraja izjednačio rezultat, a pobjedu osigurao pogotkom jedanaest sekundi prije kraja utakmice. Washington je predvođen Seminom, 12. studenog 2008., odigrao najbolju utakmicu sezone, kada su Capitalsi "pomeli" Hurricanese s uvjerljivih 5:1. Semin je osim dva pogotka koja je zabio, asistirao za preostala tri. U tom trenutku stigao je do 27 bodova u ligi i držao prvo mjesto s tri više od Evgenija Malkina. Semin je zbog ozljede protiv Atlanta Thrashersa, 15. studenog 2008., napustio led prije isteka 60. minute. Vratio se mjesec dana kasnije, 14. prosinca 2008. u Verizon Centeru gdje je Washington pobijedio Boston Bruinse, dok je Semin asistirao za 3:1 i konačan gol Ovečkina. Sezonu je završio rekordnih 79 bodova (35 golova, 45 asistencija) u samo 62 nastupa, a da nije bilo ozljede bio bi među najkorisnijim igračima lige.

## Ruska reprezentacija
Semin je stalan član ruske reprezentacije u hokeju na ledu. Sa seniroskom reprezentacijom nastupio je na četiri svjetska prvenstva, od kojih je na dva (2005. i 2008.) uzeo brončano, odnosno zlatno odličje. 

## Statistika karijere

### Klupska statistika
| 2002./03.       | Lada Togliatti      | RSL             | 47  | 10  | 7   | 17  | 36  | 10 | 5 | 3  | 8  | 10 |
| 2003./04.       | Washington Capitals | NHL             | 52  | 10  | 12  | 22  | 36  | —  | — | —  | —  | —  |
| 2003./04.       | Portland Pirates    | AHL             | 4   | 3   | 1   | 4   | 6   | 7  | 4 | 7  | 11 | 19 |
| 2004./05.       | Lada Togliatti      | RSL             | 50  | 19  | 11  | 30  | 54  | 10 | 1 | 1  | 2  | 0  |
| 2005./06.       | Lada Togliatti      | RSL             | 16  | 5   | 4   | 9   | 52  | —  | — | —  | —  | —  |
| 2005./06.       | Mytishi Khimik      | RSL             | 26  | 3   | 7   | 10  | 26  | 8  | 3 | 2  | 5  | 6  |
| 2006./07.       | Washington Capitals | NHL             | 77  | 38  | 35  | 73  | 90  | —  | — | —  | —  | —  |
| 2007./08.       | Washington Capitals | NHL             | 63  | 26  | 16  | 42  | 54  | 7  | 3 | 5  | 8  | 8  |
| 2008./09.       | Washington Capitals | NHL             | 62  | 34  | 45  | 79  | 77  | 14 | 5 | 9  | 14 | 16 |
| Sveukupno - RSL | Sveukupno - RSL     | Sveukupno - RSL | 239 | 37  | 29  | 66  | 168 | 28 | 9 | 6  | 15 | 16 |
| Sveukupno - NHL | Sveukupno - NHL     | Sveukupno - NHL | 254 | 108 | 108 | 216 | 257 | 21 | 8 | 14 | 22 | 24 |

### Reprezentacija
| Godina              | Reprezentacija      | Natjecanje          |    | OU | G  | A  | Bod | KM |
| ------------------- | ------------------- | ------------------- | -- | -- | -- | -- | --- | -- |
| 2003.               | Rusija              | SP                  | 6  | 0  | 0  | 0  | 0   |    |
| 2004.               | Rusija (Juniori)    | SJP                 | 6  | 2  | 2  | 4  | 10  |    |
| 2005.               | Rusija              | SP                  | 6  | 3  | 0  | 3  | 8   |    |
| 2006.               | Rusija              | SP                  | 7  | 3  | 3  | 6  | 8   |    |
| 2008.               | Rusija              | SP                  | 9  | 6  | 7  | 13 | 8   |    |
| Sveukupno - Juniori | Sveukupno - Juniori | Sveukupno - Juniori | 6  | 2  | 2  | 4  | 10  |    |
| Sveukupno - Seniori | Sveukupno - Seniori | Sveukupno - Seniori | 28 | 12 | 10 | 22 | 24  |    |

## Vanjske poveznice
- Profil na NHL.com
- Profil na The Internet Hockey Database